# Madagascar thuộc Pháp
Thuộc địa Madagascar và Phụ thuộc (tiếng Pháp: Colonie de Madagascar et dépendances) là một cựu thuộc địa và sau đó lãnh thổ hải ngoại của Pháp nằm ở phía đông nam châu Phi giữa năm 1897 và 1958.
Năm 1958, chính quyền thuộc địa ở Madagascar bị bãi bỏ và nó trở thành lãnh thổ tự trị Pháp với tên gọi Cộng hòa Malagasy, tồn tại cho đến năm 1975.

## Lịch sử

### Bối cảnh và chính quyền bảo hộ của Pháp
Năm 1882, Pháp bắt đầu chiếm phần lớn lãnh thổ phía bắc và phía tây của Madagascar. Năm 1883, Chiến tranh Pháp-Hova bắt đầu giữa Pháp và Vương quốc Merina, cuộc chiến vẫn bất phân thắng bại cho đến khi Chính phủ Anh đã ra tay ngăn cản việc Pháp muốn nuốt chửng hòn đảo này. Vào ngày 17 tháng 12 năm 1885, Nữ hoàng Ranavalona III đã ký hiệp ước, trong đó Madagascar trở thành một quốc gia bảo hộ của Pháp và với số tiền khổng lồ lên tới 10 triệu franc. Năm 1888. Nữ hoàng đã cố gắng chấm dứt sự xâm lược của Pháp, tuy nhiên vẫn vô ích và vào tháng 9 năm 1895, nữ hoàng buộc phải giao thủ đô Tananarive của Madagascar cho Pháp.
Theo quan điểm của nữ hoàng, hiệp ước được cho là để bảo toàn vương miện của bà và chế độ quân chủ ở Madagascar, tuy nhiên Pháp muốn mở rộng Đế Quốc của họ ở châu Phi sau đó hiệp ước đã được chứng minh là không có gì, mà chỉ là một mưu đồ . Nữ hoàng Ranavalona bị tước bỏ quyền lực và bị đày đến đảo Réunion của Pháp trong hai năm, sau đó chuyển đến Algiers .Sau khi bị lưu đày, Madagascar chính thức trở thành thuộc địa của Pháp.

### Madagascar khi là thuộc địa của Pháp
Cuộc tấn công do chính quyền Pháp lãnh đạo kéo dài khoảng 15 năm, đối phó với lực lượng du kích nông thôn rải rác khắp cả nước. Tổng cộng,cuộc kháng chiến chống lại cuộc chinh phục thuộc địa của Pháp đã cướp đi sinh mạng của hơn 100.000 Người
Tình cảm dân tộc muốn chống lại chế độ thực dân Pháp nổi lên ở một nhóm tri thức Merina
Các cựu chiến binh Malagasy đã bị ép buộc thực hiện nghĩa vụ quân sự ở Pháp trong Chiến tranh thế giới thứ nhất đã thúc đẩy phong trào dân tộc chủ nghĩa. Trong suốt những năm 1920, những người theo chủ nghĩa dân tộc nhấn mạnh cải cách lao động và bình đẳng cho người Malagasy
Những năm 1930 chứng kiến phong trào chống thực dân Malagasy phát triển. Chủ nghĩa công đoàn Malagasy Được thành lập và Đảng Cộng sản Madagascar được thành lập. Nhưng ngay từ năm 1939, tất cả các tổ chức đã bị giải thể bới Chính phủ Vichy
Hậu quả của Chiến tranh thế giới thứ hai Buộc Pháp phải chấp nhận quyền tự trị của Malagasy dưới sự  bảo hộ của Pháp. Vào mùa thu năm 1945, các cử tri của Pháp và Malagasy đã bỏ phiếu để bầu các đại diện từ Madagascar vào Quốc hội lập hiến của nền Cộng hòa thứ tư ở Paris. 
Ngày 29 tháng 3 năm 1947, những người theo chủ nghĩa dân tộc Malagasy nổi dậy chống lại người Pháp.Thương vong của người Malagasy được ước tính trong khoảng 11.000 đến 80.000. Cuộc đàn áp đi kèm với các cuộc hành quyết: tra tấn, cưỡng bức tập thể và đốt phá làng mạc. Quân đội Pháp đã thử nghiệm "chiến tranh tâm lý":

## Xem thêm

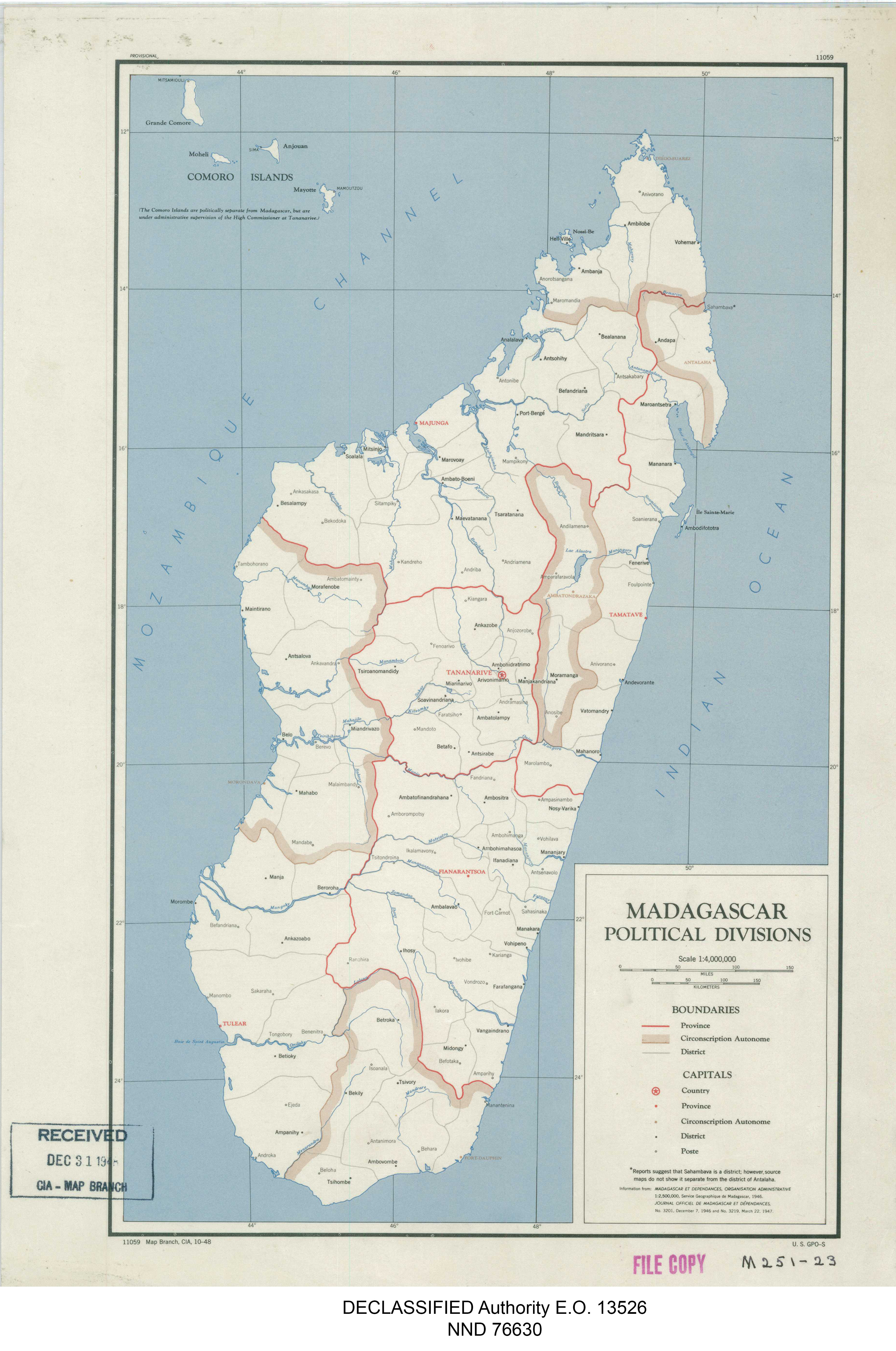
Các bộ phận chính trị của Madagascar thuộc Pháp, 1948.

## Tiến hóa lãnh thổ
|                                              | Diện tích (km²) | Tiền thân                               | Sáp nhập             | Tách rời             | Kế tục                                       |
| Madagascar                                   | 587,040         | Vùng bảo hộ Malagasy                    | 28 tháng 2 năm 1897  | 26 tháng 6 năm 1960  | Cộng hòa Malagasy                            |
| Mayotte                                      | 374             | Mayotte và Phụ thuộc                    | 25 tháng 7 năm 1912  | 27 tháng 10 năm 1946 | Lãnh thổ Comoros                             |
| Anjouan                                      | 424             | Mayotte và Phụ thuộc                    | 25 tháng 7 năm 1912  | 27 tháng 10 năm 1946 | Lãnh thổ Comoros                             |
| Grande Comore                                | 1,148           | Mayotte và Phụ thuộc                    | 25 tháng 7 năm 1912  | 27 tháng 10 năm 1946 | Lãnh thổ Comoros                             |
| Mohéli                                       | 290             | Mayotte và Phụ thuộc                    | 25 tháng 7 năm 1912  | 27 tháng 10 năm 1946 | Lãnh thổ Comoros                             |
| Quần đảo Glorieuses (bao gồm Banc du Geyser) | 7               | Mayotte và Phụ thuộc                    | 25 tháng 7 năm 1912  | 1 tháng 4 năm 1960   | Quản trị trực thuộc Tỉnh trưởng              |
| Bassas da India                              | 0.2             | Trực tiếp quản lý bởi Bộ thuộc địa Pháp | tháng 10 năm 1897    | 1 tháng 4 năm 1960   | Quản trị trực thuộc Tỉnh trưởng              |
| Đảo Europa                                   | 30              | Trực tiếp quản lý bởi Bộ thuộc địa Pháp | tháng 10 năm 1897    | 1 tháng 4 năm 1960   | Quản trị trực thuộc Tỉnh trưởng              |
| Juan de Nova                                 | 4.4             | Trực tiếp quản lý bởi Bộ thuộc địa Pháp | tháng 10 năm 1897    | 1 tháng 4 năm 1960   | Quản trị trực thuộc Tỉnh trưởng              |
| Vùng đất Adélie                              | 432,000         | Trực tiếp quản lý bởi Bộ thuộc địa Pháp | 21 tháng 11 năm 1924 | 6 tháng 8 năm 1955   | Vùng đất phía Nam và Châu Nam Cực thuộc Pháp |
| Đảo Amsterdam                                | 58              | Trực tiếp quản lý bởi Bộ thuộc địa Pháp | 21 tháng 11 năm 1924 | 6 tháng 8 năm 1955   | Vùng đất phía Nam và Châu Nam Cực thuộc Pháp |
| Quần đảo Crozet                              | 352             | Trực tiếp quản lý bởi Bộ thuộc địa Pháp | 21 tháng 11 năm 1924 | 6 tháng 8 năm 1955   | Vùng đất phía Nam và Châu Nam Cực thuộc Pháp |
| Kerguelen                                    | 7,215           | Trực tiếp quản lý bởi Bộ thuộc địa Pháp | 21 tháng 11 năm 1924 | 6 tháng 8 năm 1955   | Vùng đất phía Nam và Châu Nam Cực thuộc Pháp |
| Đảo Saint-Paul                               | 8               | Trực tiếp quản lý bởi Bộ thuộc địa Pháp | 21 tháng 11 năm 1924 | 6 tháng 8 năm 1955   | Vùng đất phía Nam và Châu Nam Cực thuộc Pháp |